# Torta pasqualina
La torta pasqualina è una torta, solitamente una torta salata, tipica della Liguria (più precisamente del Genovesato e di Borgotaro) che viene preparata anche in altre località d'Italia con caratteristiche differenti (talvolta anche in versione dolce). Cotta al forno, è tipica del tempo pasquale.

## Storia
Nei secoli scorsi uova e formaggio, ingredienti essenziali della pasqualina, erano alimenti che si consumavano solo nelle grandi ricorrenze.
La tradizionale torta pasqualina è tipica del periodo pasquale, cioè della primavera e dei suoi prodotti: uova, erbette, cipolline nuove, maggiorana, un tempo presenti in ogni orto ligure. Rappresenta il clou del pranzo pasquale e in passato era l'apoteosi dell'abilità delle casalinghe, che leggendariamente si narra riuscissero a sovrapporre sino a trentatré sfoglie in omaggio agli anni di Cristo.
L'esistenza della torta pasqualina genovese è documentata dal XVI secolo, quando il letterato Ortensio Lando la cita nel Catalogo delli inventori delle cose che si mangiano et si bevano. Allora era nota come gattafura, perché le gatte volentieri le furano et vaghe ne sono, ma anche lo stesso scrittore ne era ghiotto tanto da scrivere: "A me piacquero più che all'orso il miele".

## Preparazione
Si prepara facendo un impasto preparato con acqua, farina, farina manitoba e olio di oliva (senza lievito) e lo si divide in 2 parti.
Si unge il fondo della teglia e si stendono sfoglie sottilissime di pasta. La sfoglia ricavata che servirà per il fondo deve essere più grande del tegame, e, in questa fase della preparazione, deve pendere fuori dal recipiente. Nel 1800 la ricetta prevedeva 27 sfoglie: 10 sfoglie di fondo e 17 sfoglie di copertura. Sulla prima sfoglia si spennella un po' d'olio e si stende un'altra sfoglia, e così via per tutte, l'una sull'altra.
Indi si versa il ripieno, preparato con bietole (cosiddette erbette), passate in padella con un po' d'olio extravergine d'oliva con code di cipollina nuova, due uova sbattute e mescolate al ripieno, formaggio grattugiato, sale e maggiorana fresca tritata, quindi si copre il tutto con pezzetti di quagliata (prescinsêua in lingua ligure), che sia asciuttissima, sia stata strizzata del suo siero in un tovagliolo, legato con uno spago da cucina e con sopra un peso. Sul ripieno steso sulla sfoglia si praticano, con l'aiuto di un cucchiaio, alcuni incavi nei quali vengono fatte cadere alcune uova intere; diventeranno sode con la cottura della torta. Su ogni uovo si può mettere un po' di sale e pepe. Anticamente mettevano sull'uovo anche un ricciolo di burro.

Si taglia col coltello l'eccesso di pasta sull'orlo e aiutandosi con la punta di uno spiedino, si arrotola il bordo su sé stesso formando un festone.
Si spennella sopra l'ultimo strato un po' d'olio. 
Si infila nella parete esterna una cannuccia e si soffia, in maniera da creare all'interno una camera d'aria. Per controllare la cottura delle sfoglie la casalinga lasciava un pezzo della pasta fuori dalla festonatura, chiamato oêgin (orecchietta).
Si inforna per un'ora. Gli strati di pasta soprastanti il ripieno con la cottura si gonfiano e formano una cupola che cuoce al meglio.
Esiste una variante che prevede che tutti gli ingredienti vengano mescolati tra loro senza fare gli strati tra verdure, cagliata e uova, quest'ultima prende il nome di "torta cappuccina" o "capussinna" in genovese.
Una variante per altri periodi prevede l'uso dei carciofi, spinaci, cipolla o altre verdure tipo cardi, funghi e zucca, infine si può fare una composta di tutte le verdure citate coi piselli ma la vera torta pasqualina genovese è fatta solo con le bietole.
A Ventimiglia si usano nel ripieno erbe selvatiche (caccialepre, ortica, allattalepre, songino), al posto delle bietole e della borragine.

## Abbinamento ai vini
La torta pasqualina va abbinata con vino bianco giovane, profumato, secco ma morbido e sapido, come il Vermentino, servito a 10 °C.

## Prodotti agroalimentari tradizionali italiani
La Regione Liguria hanno registrato presso il Ministero per le politiche agricole due prodotti agroalimentari tradizionali italiani con il nome di torta pasqualina.

## Galleria d'immagini

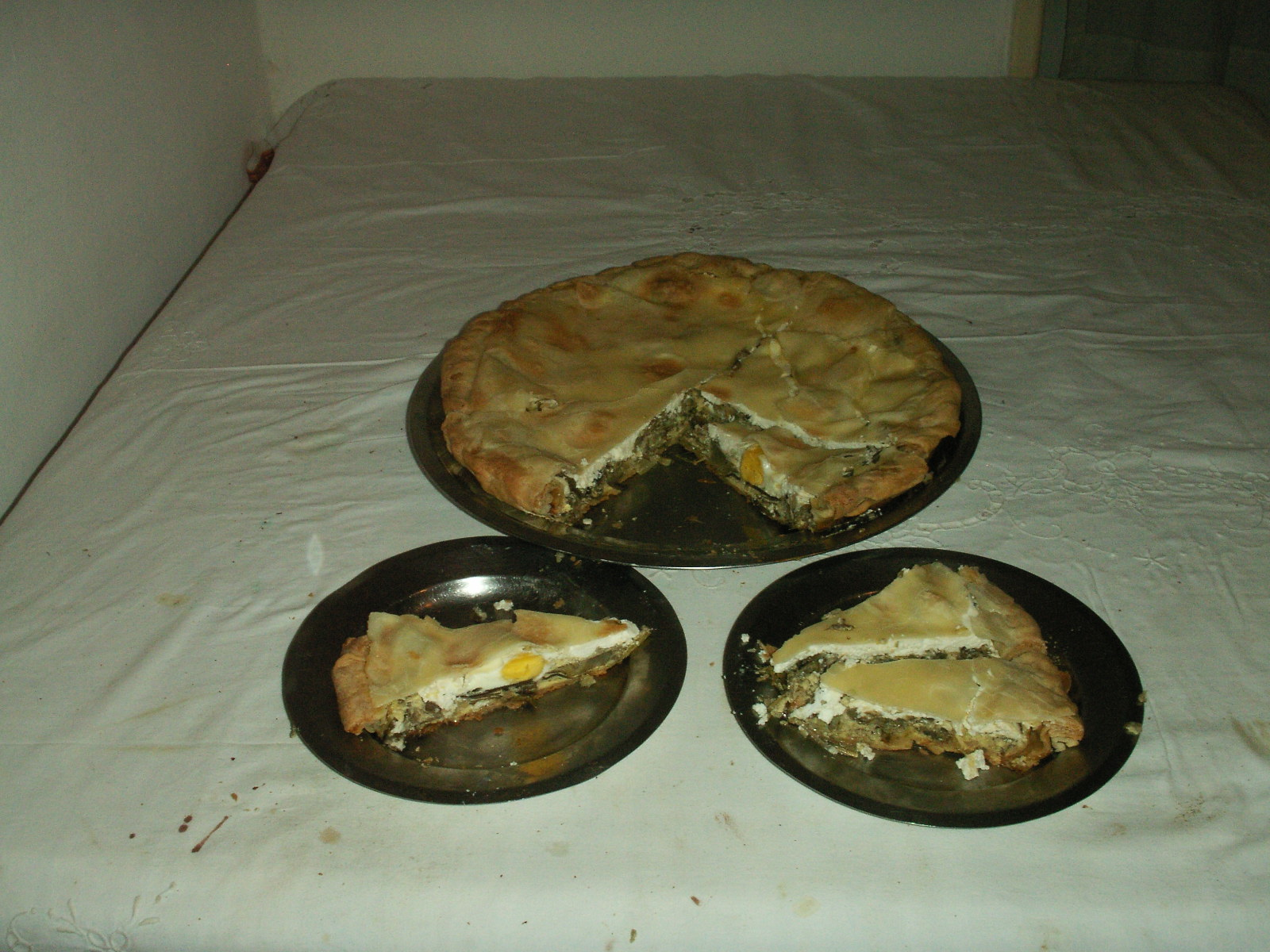
Torta pasqualina pronta
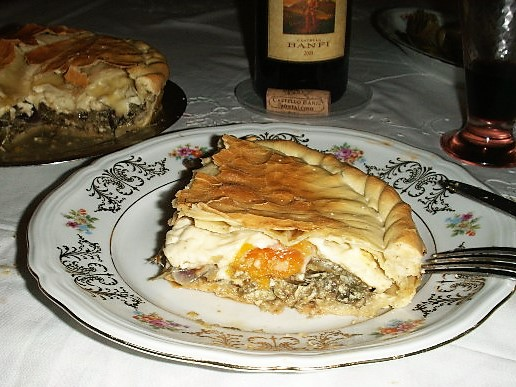
Torta pasqualina nel piatto
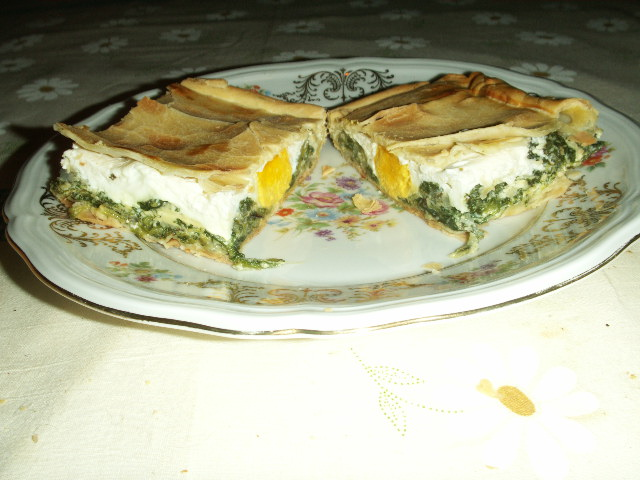
Torta di erbette